# Birder
Birder ist ein Thriller und das Spielfilmdebüt von Nate Dushku. Die Premiere des Films erfolgte im August 2023 beim Out South Queer Film Festival. Im Juni 2024 soll der Film in den USA als Video-on-Demand veröffentlicht werden.

## Handlung
Kristian Brooks ist ein Vogelbeobachter und hat sich am Labor-Day-Wochenende auf einem abgelegenen FKK-Campingplatz für Schwule in New Hampshire niedergelassen. Kristian trägt im Gegensatz zu den meisten anderen Campingplatzbesuchern Kleidung, weil es keine Pflicht ist, sich dort nackt zu bewegen. Nach und nach ermordet er alle Männer, mit denen er Sex hat, ohne dass jemand den unschuldig aussehenden jungen Mann verdächtigt. Die anderen Gäste glauben, die Verschwundenen seien abgereist oder irgendwo abseits des Platzes unterwegs.

## Produktion

### Regie und Drehbuch
Regie führte Nate Dushku. Es handelt sich bei Birder um seinen ersten Spielfilm und seine zweite Regiearbeit nach Dear Albania aus dem Jahr 2015. Zuletzt war er in dem von seiner Schwester Eliza Dushku produzierten Film Alphabet Killer und in Blood Night – Die Legende von Mary Hatchet und Art = (Love)² in Haupt- und Nebenrollen zu sehen, zog sich dann aber als Schauspieler zurück. Gemeinsam mit seiner Schwester trat er auch Produzent des Films Maplethorpe von Ondi Timoner in Erscheinung. Das Drehbuch für Birder schrieb Dushkus Ehemann Amnon Lourie, der ebenfalls für Maplethorpe tätig war.

### Besetzung und Dreharbeiten
Michael Emery spielt in der Titelrolle Kristian Brooks. Er ist für seine Arbeit in den Fernsehserien Blue Bloods – Crime Scene New York und Seattle Firefighters: Die jungen Helden bekannt. David J. Cork, der seinen Freund Mathew Foster spielt, war in mehreren Kurzfilmen zu sehen und stand bereits für Mapplethorpe neben Matt Smith, Marianne Rendón, Brandon Sklenar und John Benjamin Hickey vor der Kamera, bei dem Duskus gemeinsam mit seiner Schwester als Produzent fungierte. Ryan Czerwonko spielt James Holden. Miles Crawford spielt David Sachs. Burlesque-Star Delilah DuBois spielt die freundliche Aufpasserin Delilah D’Angelo, die auf dem Gelände des Campingplatzes patrouilliert. In weiteren Rollen sind Uki Pavlovic, Jes Davis und Cody Sloan zu sehen.
Die Dreharbeiten fanden auf dem Gelände eines Campingplatzes in New Hampshire statt. Als Kameramann fungierte Robert M. Edgecomb.

### Filmmusik und Veröffentlichung
Die Filmmusik komponierte Culley Johnson, ein Freund des Regisseurs.
Die Premiere des Films fand am 11. August 2023 beim Out South Queer Film Festival statt. Hiernach wurde er beim Seattle Queer Film Festival gezeigt. Der erste Trailer wurde Ende September 2023 vorgestellt. Im November 2023 wurde Birder beim Melbourne Queer Film Festival gezeigt. Am 25. Juni 2024 ist in den USA eine Veröffentlichung als Video-on-Demand geplant.

## Rezeption

### Kritiken
Von den bei Rotten Tomatoes aufgeführten Kritiken sind 92 Prozent positiv.
Dennis Schwartz schreibt in seiner Kritik, Birder sei zwar kein Film für diejenigen, die keine Gewalt ertragen können, aber zumindest könne der Zuschauer sehen, wie der Psychopath am Ende bekommt, was er verdient, in diesem gut gemachten Low-Budget-Film.

### Auszeichnungen
Melbourne Queer Film Festival 2023
- Auszeichnung als Bester Erstlingsfilm mit dem Jury Award (Nate Dushku)[11]